# Уорнер, Сэм Басс
Сэм Басс Уорнер (1889—1979) — четвертый регистратор авторских прав в бюро регистрации авторских прав США.

## Биография
Сэм Басс Уорнер родился в Чикаго, штат Иллинойс.
С 1889 года Уорнер учился в Гарвардском колледже и Гарвардской школе права. Перед поступлением на работу в ведомство по авторскому праву, он специализировался в области уголовного права, написал несколько книг и статей и преподавал в Орегонском университете, Юридической школе Сиракузского университета и Гарвардской школе права.
Уорнер в своё время был зачислен в армию США, служил в Первой мировой войне в качестве воздушного наблюдателя, а позже служил адвокатом во время Второй Мировой Войны.

Здание, в котором располагается Бюро авторского права

Уорнер служил в бюро регистрации авторских прав США с 1 февраля 1945 года по 28 мая 1951 года. За время своей работы он курировал множество работ и процедур регистрации в офисе. В частности, он объединил разрозненные отделы управления в четыре подразделения — каталогизации, изучения, ведения и обслуживания клиентов.
Работа по регистрации авторского права в США является юридической формальностью, фиксирующей основные признаки авторского права в государственном архиве. Регистрация не является необходимым условием для защиты авторского права. Преимущества регистрации авторского права заключаются в следующем:
- проводится запись в государственном архиве;
- регистрация является необходимым предварительным условием иска о нарушении авторских прав для произведений американского происхождения;
- если процедура регистрации будет пройдена до публикования произведения или в течение 5 лет после него, то факт регистрации будет принят судом в качестве доказательства наличия авторского права и достоверности данных, указанных в свидетельстве о праве, которое является достаточным при отсутствии его опровержения;
- если процедура регистрации авторского права пройдена в течение 3 месяцев после публикования произведения либо до нарушения прав на произведение, то ущерб и гонорар юриста будут включены в сумму иска. В ином случае в сумму иска входят только реально полученный ущерб и упущенная выгода; регистрация авторских прав позволяет владельцу права внести соответствующую запись в учетный реестр Таможенной Службы США с тем, чтобы предотвратить импортирование в другую страну экземпляров, нарушающих его авторские права.

Сэм Басс Уорнер умер 23 апреля 1979 года в городе Гилфорд, штат Коннектикут.